# Canajoharie
Canajoharie es una ciudad del Condado de Montgomery, Nueva York, EE. UU.. Su población era de 3.797 en el censo de 2000. El nombre de la ciudad significa "hoyo con forma de puchero en las rocas" en el lenguaje nativo americano local.
La Ciudad de Canajoharie está situada al sur del río Mohawk en el límite sur del condado. Hay una Villa de Canajoharie en la ciudad. Ambas están al oeste de Amsterdam.
El canal Erie pasa a lo largo de la línea norte de la ciudad.
- Datos: Q5030949
- Multimedia: Canajoharie, New York / Q5030949